# Liste der denkmalgeschützten Objekte in Schörfling am Attersee
Die Liste der denkmalgeschützten Objekte in Schörfling am Attersee enthält die 16 denkmalgeschützten, unbeweglichen Objekte der oberösterreichischen Marktgemeinde Schörfling am Attersee.

## Denkmäler
| Foto |                 | Denkmal                                                                             | Standort                                         | Beschreibung | Metadaten |
| ---- | --------------- | ----------------------------------------------------------------------------------- | ------------------------------------------------ | --- | --- |
| ja   | Datei hochladen | Gasthaus Zum Hofwirt HERIS-ID: 37994 Objekt-ID: 37477                               | Agerstraße 34 Standort KG: Kammer                | | BDA-Hist.: Q37978303 Status: Bescheid Stand der BDA-Liste: 2025-06-30 Name: Gasthaus Zum Hofwirt GstNr.: 25                                                              |
| ja   | Datei hochladen | Forstamtsgebäude HERIS-ID: 100273 Objekt-ID: 116496                                 | Agerstraße 43 Standort KG: Kammer                | | BDA-Hist.: Q37775763 Status: § 2a Stand der BDA-Liste: 2025-06-30 Name: Forstamtsgebäude GstNr.: .7/1                                                                    |
| ja   | Datei hochladen | Pfahlbau Schlossbucht Kammer HERIS-ID: 37996 Objekt-ID: 37479                       | Attersee Standort KG: Kammer                     | Anmerkung: Standort näherungsweise angegeben. | BDA-Hist.: Q37978310 Status: Bescheid Stand der BDA-Liste: 2025-06-30 Name: Pfahlbau Schloßbucht Kammer GstNr.: 1782/1                                                   |
| ja   | Datei hochladen | Bürgerhaus, ehem. Benefiziatenhaus, Derflingerhaus HERIS-ID: 41748 Objekt-ID: 42314 | Erdl 13 Standort KG: Kammer                      | | BDA-Hist.: Q38002557 Status: Bescheid Stand der BDA-Liste: 2025-06-30 Name: Bürgerhaus, ehem. Benefiziatenhaus, Derflingerhaus GstNr.: .126/1                            |
| ja   | Datei hochladen | Friedhof mit zwei Friedhofskapellen HERIS-ID: 100583 Objekt-ID: 116833              | Gmundnerstraße 36, gegenüber Standort KG: Kammer | | BDA-Hist.: Q37784858 Status: § 2a Stand der BDA-Liste: 2025-06-30 Name: Friedhof mit zwei Friedhofskapellen GstNr.: 1715/3, 1715/1                                       |
| ja   | Datei hochladen | Kath. Pfarrkirche hl. Gallus und ehem. Friedhof HERIS-ID: 38519 Objekt-ID: 38096    | Gmundnerstraße 3, bei Standort KG: Kammer        | Zweischiffige gotische Hallenkirche, die zum Teil barockisiert ist. | BDA-Hist.: Q25894615 Status: § 2a Stand der BDA-Liste: 2025-06-30 Name: Kath. Pfarrkirche hl. Gallus und ehem. Friedhof GstNr.: .44/1 Pfarrkirche Schörfling am Attersee |
| ja   | Datei hochladen | Heimathaus HERIS-ID: 100576 Objekt-ID: 116826                                       | Gmundnerstraße 8 Standort KG: Kammer             | Der Verein für Heimatpflege und Urgeschichte gewährt Einblicke in die Atterseer Pfahlbausammlung. Darüber hinaus wird die traditionelle Holzbearbeitung der Flößerei, der Forstarbeiter und Sägerichter dargestellt. | BDA-Hist.: Q37784837 Status: § 2a Stand der BDA-Liste: 2025-06-30 Name: Heimathaus GstNr.: .81/1                                                                         |
| ja   | Datei hochladen | Sog. Boslaufhaus HERIS-ID: 100577 Objekt-ID: 116827                                 | Gmundnerstraße 15 Standort KG: Kammer            | | BDA-Hist.: Q37784848 Status: § 2a Stand der BDA-Liste: 2025-06-30 Name: Sog. Boslaufhaus GstNr.: 100/1                                                                   |
| ja   | Datei hochladen | Brunnen HERIS-ID: 100611 Objekt-ID: 116862                                          | bei Gmundnerstraße 21 Standort KG: Kammer        | | BDA-Hist.: Q37784938 Status: § 2a Stand der BDA-Liste: 2025-06-30 Name: Brunnen GstNr.: 101/2                                                                            |
| ja   | Datei hochladen | Schloss Kammer HERIS-ID: 37995 Objekt-ID: 37478                                     | Hauptstraße 28 Standort KG: Kammer               | Ein massiver, rechteckiger, dreigeschoßiger Bau mit zwei niedrigen Seitenflügeln auf einer Halbinsel des Attersees.                                                                                                  | BDA-Hist.: Q992235 Status: Bescheid Stand der BDA-Liste: 2025-06-30 Name: Schloss Kammer GstNr.: .1/1 Schloss Kammer                                                     |
| ja   | Datei hochladen | Tormauer HERIS-ID: 100624 Objekt-ID: 116875                                         | Kirchengasse 3, in der Nähe Standort KG: Kammer  | | BDA-Hist.: Q37784972 Status: § 2a Stand der BDA-Liste: 2025-06-30 Name: Tormauer GstNr.: .44/1, 1784/11                                                                  |
| ja   | Datei hochladen | Pfarrhof HERIS-ID: 100608 Objekt-ID: 116858                                         | Kirchengasse 2 Standort KG: Kammer               | Der Südtrakt ist mit 1617 datiert. Im Pfarrhof zwei spätgotische Reliefs. | BDA-Hist.: Q37784921 Status: § 2a Stand der BDA-Liste: 2025-06-30 Name: Pfarrhof GstNr.: .43                                                                             |
| ja   | Datei hochladen | Bürgerhaus, Haus Reiter HERIS-ID: 33360 Objekt-ID: 30800                            | Marktplatz 4 Standort KG: Kammer                 | | BDA-Hist.: Q37951742 Status: Bescheid Stand der BDA-Liste: 2025-06-30 Name: Bürgerhaus, Haus Reiter GstNr.: .95/1                                                        |
| ja   | Datei hochladen | Bürgerhaus HERIS-ID: 39638 Objekt-ID: 39411                                         | Marktplatz 18 Standort KG: Kammer                | | BDA-Hist.: Q37990250 Status: Bescheid Stand der BDA-Liste: 2025-06-30 Name: Bürgerhaus GstNr.: .87                                                                       |
| ja   | Datei hochladen | Raiffeisenbank, ehem. Gasthaus HERIS-ID: 38518 Objekt-ID: 38095                     | Marktplatz 3 Standort KG: Kammer                 | | BDA-Hist.: Q37981696 Status: § 57-Mandatsbescheid Stand der BDA-Liste: 2025-06-30 Name: Raiffeisenbank, ehem. Gasthaus GstNr.: .91                                       |
| ja   | Datei hochladen | Villa Oleander HERIS-ID: 57318 Objekt-ID: 67260                                     | Seestraße 18 Standort KG: Kammer                 | Eine von der Gräfin Khevenhüller 1879 errichtet Villa, in der Gustav Klimt einige Sommeraufenthalte verbrachte. | BDA-Hist.: Q15133904 Status: Bescheid Stand der BDA-Liste: 2025-06-30 Name: Villa Oleander GstNr.: .153                                                                  |

## Ehemalige Denkmäler
| Foto |                 | Denkmal                                                                           | Standort                     | Beschreibung | Metadaten |
| ---- | --------------- | --------------------------------------------------------------------------------- | ---------------------------- | --- | --- |
| ja   | Datei hochladen | Pfahlbaustationen Seewalchen I-II und Kammer I Objekt-ID: 130254von 2013 bis 2013 | Attersee Standort KG: Kammer | Die neolithische Pfahlbaustation Kammer I liegt südlich des Ausflusses der Ager aus dem Attersee. Die beiden anderen Pfahlbaustationen liegen in der Gemeinde Seewalchen (siehe dort). Anmerkung: Standort näherungsweise angegeben | BDA-Hist.: Q106680504 Status: Bescheid Stand der BDA-Liste: 2013-06-28 Name: Pfahlbaustationen Seewalchen I-II und Kammer I GstNr.: 1782/1 |